# Бирн, Патрик Джозеф
Патрик Джозеф Бирн (англ. Patrick Joseph Byrne, 26.10.1888 г., Вашингтон, США — 25.11.1950 г.) — католический прелат, миссионер, префект Пхеньяна с 9 ноября 1927 года по 12 августа 1929 год, префект Киото с 19 марта 1937 года по 10 октября 1940 год, апостольский делегат в Корее с 7 апреля 1949 года по 25 ноября 1950 год, член миссионерской конгрегации «Американское католическое миссионерское общество».

## Биография
23 июня 1915 года Патрик Джозеф Бирн был рукоположён в священника в конгрегации «Американское католическое миссонерское общество». 9 ноября 1927 года Святой Престол назначил Патрика Джозефа Бирна префектом Пхеньяна. Эту должность он занимал до 12 августа 1929 года. 19 марта 1937 года Патрик Джозеф Бирн был назначен префектом Киото. В начале 1940 года выехал в США, где 10 октября 1940 подал в отставку с должности префекта Киото.
7 апреля 1949 года Римский папа Пий XII назначил Патрика Джозефа Бирна апостольским делегатом в Корее и титулярным епископом Газеры. 14 июня 1949 года состоялось рукоположение Патрика Джозефа в епископа, которое совершил вспомогательный епископ архиепархии Нью-Йорка и титулярный епископ Селы Томас Джон МакДоннелл в сослужении с апостольским викарием Сеула и титулярным епископом Кольбасы и апостольским викарием Сеула на пенсии Андриеном-Жозе Ларрибо.
25 ноября 1950 года Патрик Джозеф Бирн скончался.